# Natan z Gazy

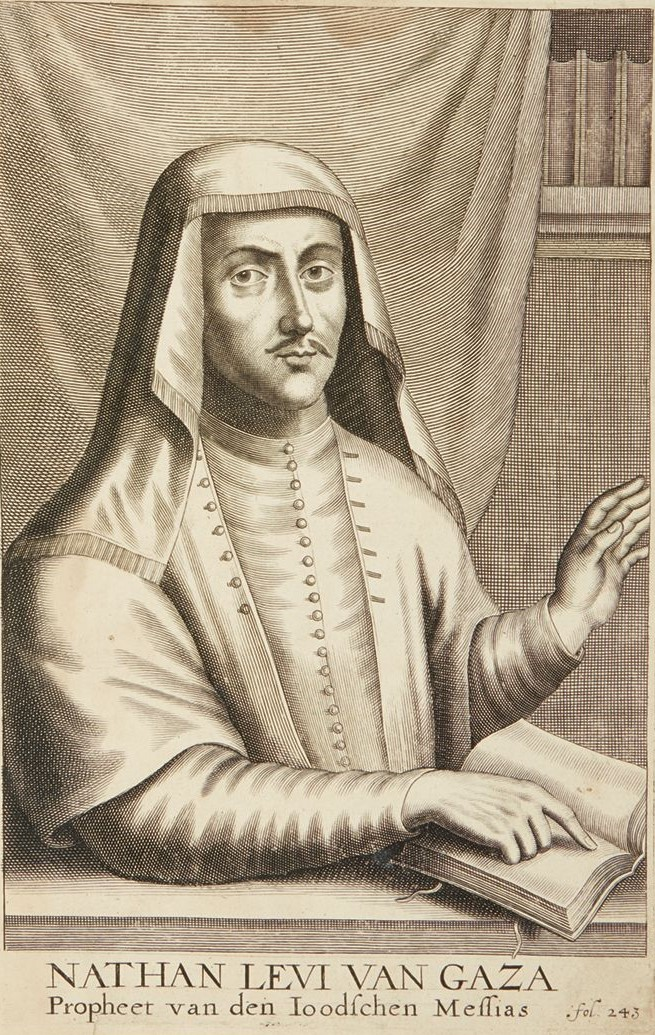
Natan z Gazy

Natan z Gazy, właśc. Abraham Natan Benjamin ben Elisza Chajim Aszkenazi (ur. 1643 lub 1644 w Jerozolimie, zm. 1680 w Skopju lub Sofii) – rabin, kabalista, mistyk i teolog sabataizmu.
W Jerozolimie studiował Talmud i kabałę, około 1663 roku przeniósł się do Gazy. Od spotkania z Sabbatajem Cwi w 1665 roku, zyskał w ruchu rolę proroka, propagatora ruchu, stając się głównym czynnikiem rozwoju sabbataizmu. Został pochowany w Skopju, do jego grobu pielgrzymował Jakub Frank.